# Hyundai Chorus
Hyundai Chorus — однообъёмный автобус вагонной компоновки, выпускался с начала 90-х годов и до 2000 года. Автобус используется на городских и пригородных маршрутах.
Цена (на конец 2014 г.): около 600 000 руб.
Имеет две модификации: «Long» (длина 7080 мм, ширина 2035 мм, высота 2755 мм, колесная база 4085 мм) и «Standart» (длина 6345 мм, ширина 2035 мм, высота 2755 мм, колесная база 3350 мм).
На Hyundai Chorus возможны три варианта компоновки кресел с общим числом мест в варианте «Standart» — 14+1, 15+1 или 24+1; варианте «Long» — 24+1, 28+1 или 29+1.
Задняя подвеска рессорная или на пневмоподушках и неразрезным мостом, передняя — зависимая, рессорная или на пневмоподушках с поперечной балкой. Hyundai Chorus комплектуется механической коробкой переключения передач.
Линейка двигателей Hyundai Chorus представлена четырьмя агрегатами. Самый спокойный из них при рабочем объёме 3298 см3 развивает мощность в 115 л.с. при 3400 об/мин. Мотор объёмом 3907 см3 имеет три модификации: с отдачей в 120 и 155 л.с. (Евро-1) и с потенциалом в 131 л.с. (Евро-2).